# Neoscona orizabensis
Neoscona orizabensis là một loài nhện trong họ Araneidae.
Loài này thuộc chi Neoscona. Neoscona orizabensis được Frederick Octavius Pickard-Cambridge miêu tả năm 1904.